# Халапа (Никарагуа)
Хала́па (исп. Jalapa) — город и муниципалитет в северной части Никарагуа, на территории департамента Нуэва-Сеговия.

## Географическое положение
Расположен в 70 км к северо-востоку от города Окоталь и примерно в 300 км к северу от Манагуа, недалеко от границы с Гондурасом. Абсолютная высота — 668 метров над уровнем моря.

## Население
По данным на 2013 год численность населения города составляет 26 179 человек.
Динамика численности населения города по годам:
| 1971  | 1995   | 2000   | 2005   | 2013   |
| ----- | ------ | ------ | ------ | ------ |
| 3 604 | 21 668 | 20 510 | 24 037 | 26 179 |

## Экономика
Халапа на протяжении длительного времени является центром сельскохозяйственного района, в котором выращивали кукурузу, фасоль, рис и табак. После победы Сандинистской революции, в 1982 здесь был организован первый сельскохозяйственный кооператив (в который изначально вступили 15 крестьянских семей, а в дальнейшем - тысяча крестьянских семей). В результате, объёмы выращивания табака увеличились - и уже в 1986 году Халапа являлась главным центром выращивания чёрного табака в стране.

## Города-побратимы
- Шампиньи-сюр-Марн, Франция